# Ising (Chieming)
Ising ist ein Gemeindeteil der Gemeinde Chieming im Landkreis Traunstein (Regierungsbezirk Oberbayern, Bayern).

## Geschichte

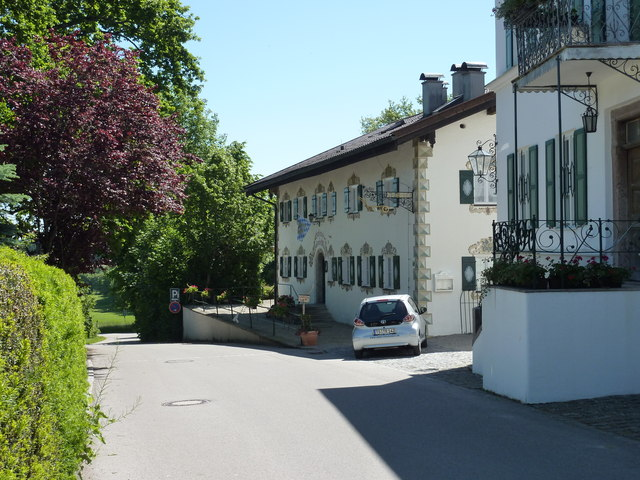
Kirchberg in Ising

Ising wurde als „Usinga“ im zweiten Viertel des 8. Jahrhunderts erstmals urkundlich erwähnt.
Die katholische Wallfahrtskirche Mariä Himmelfahrt ist ein einschiffiger spätgotischer Bau mit Turm südlich des Chors aus der Mitte des 15. Jahrhunderts. Der Bau wurde 1751 durch Plazidus Nizinger barockisiert.
Ising gehörte zur durch das Gemeindeedikt 1818 entstandenen Gemeinde Tabing, die im Jahr 1933 353 Einwohner hatte. Die amtliche Umbenennung in Gemeinde Ising erfolgte am 30. Oktober 1965. Im Rahmen der Gebietsreform in Bayern kam die Gemeinde Ising am 1. Januar 1972 zur Gemeinde Chieming.

## Landschulheim Schloss Ising

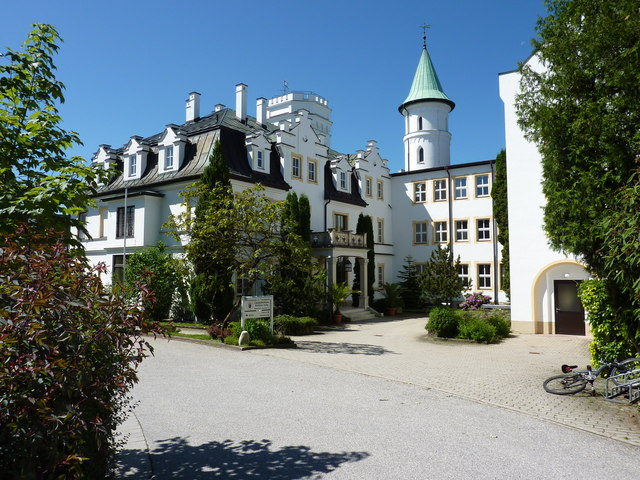
Landschulheim Schloss Ising

Das heutige Landschulheim Schloss Ising entstand aus einem Gutsbau aus dem frühen 19. Jahrhundert, dessen Ausbau um 1870 durch Franz von Liel folgte. 1892 erwarb Major Leo Czermak, der damalige Präsident des Bayerischen Automobilclubs, das damals schon schlossähnliche Gebäude und veranlasste den weiteren Ausbau, der gotisierend mit Zinnenturm, Zwerchhäusern und Dachhäuschen erfolgte. Das Schloss wurde 1934 nach einem Brand im Jahr 1923 erneuert. 1955 ging es in den Besitz des  Zweckverbandes Bayerische Landschulheime über und wird seitdem als Gymnasium mit Internat genutzt.

## Baudenkmäler
Siehe: Liste der Baudenkmäler in Ising

## Sonstiges
1984 und 1985 richtete der Cowboy Club München in Ising das jährliche Indian Council-Treffen der deutschen Westernclubs mit jeweils 2.000 Besuchern aus. Im Rahmen der Überlegungen über die Weiternutzung der Kulisse entstand die Idee für den Westernfreizeitpark No Name City in Poing.